# All3Media
All3Media ist eine weltweit aktive britische Gruppe von Produktions- und Vermarktungsgesellschaften für Fernsehfilme und – in geringerem Ausmaß – Kinofilme sowie Neue Medien. Hauptsitz der Gruppe ist London. Die nicht an der Börse notierte Aktiengesellschaft (Ltd.) gehört mit einem Umsatz von 241,6 Millionen £ (umgerechnet etwa 275 Mio. Euro) im Geschäftsjahr 2008 zu den größten unabhängigen Gruppen der Branche im Vereinigten Königreich. Seit September 2006 ist das britische Private-Equity-Unternehmen Permira der größte Anteilbesitzer von All3Media, der Restanteil befindet sich in Händen des Managements. Permira war im Medienbereich unter anderem auch bis 2013 an ProSiebenSat.1 Media beteiligt.

## Entstehung
All3Media entstand Ende 2003 nach der Übernahme der Fernsehsparte der Chrysalis Group, die in North One Television umbenannt wurde. Die internationalen Zweiggesellschaften von IdtV und die Vertriebsgesellschaft IdtV International wurden hierbei zum 1. Januar 2004 mit Chrysalis Distribution zur All3Media fusioniert. Weitere Übernahmen folgten.

## Struktur
Die Fernsehprogramme werden von den Tochtergesellschaften unter verschiedenen, unabhängig voneinander auf dem Markt auftretenden Labels produziert. Zur All3Media gehören folgende Gesellschaften:
- im Vereinigten Königreich ARG, Bentley Productions, Cactus TV, Company Pictures, Lion Television, Lime Pictures, Maverick Television, North One Television, Objective Productions, Studio Lambert
- in Neuseeland South Pacific Pictures
- in den USA Lion Television, Studio Lambert, Zoo Productions
- in den Niederlanden idtV.
- in Deutschland all3media Deutschland GmbH. all3media Deutschland ist einer der größten unabhängigen Fernsehproduzenten im deutschen Markt. Mit den Produzentenlabels filmpool entertainment, filmpool fiction, Bon Voyage Films und south & browse, einem Joint Venture mit BBC Studios, sowie ihrer Zwischenholding MME MOVIEMENT ist sie im Film- und Fernsehmarkt sowohl im Produktions- als auch Lizenzgeschäft tätig. all3media Deutschland ist Teil der britischen all3media-Gruppe[1], einem der führenden unabhängigen Fernseh-, Film und Digital-Produktions- und Distributionsunternehmen. CEO ist Markus Schäfer[2][3]. CFO ist Dirk Koep[4]. Hendrik Schierloh fungiert als CBO.[5] Zu den Labels von all3media Deutschland zählen:
  - filmpool entertainment, Hürth, Köln, Berlin. Die filmpool entertainment GmbH ist ein Unternehmen der MME MOVIEMENT AG und zählt damit zu den größten unabhängigen deutschen Film- und Fernsehproduzenten. Für filmpool arbeiten derzeit rund 800 Mitarbeiterinnen und Mitarbeiter an den Standorten Hürth, Köln und Berlin[6]. Seit 1974 entwickelt und produziert filmpool Unterhaltung für TV und Web. Zu den Kunden zählen alle großen deutschen Sender. Als Marktführer im Bereich Scripted Entertainment steht filmpool für Programmmarken wie "Berlin – Tag & Nacht" (RTL2), "Verdachtsfälle" (RTL) oder "Auf Streife" (Sat.1).
  - filmpool fiction 2012 gegründet[7]. 2004 wurde das Unternehmen Teil der MME Moviement AG, einer Tochter der britischen All3Media-Gruppe, und hat seitdem Fernsehfilme und -serien für alle relevanten TV-Sender produziert. Geschäftsführerin ist Iris Kiefer. Die Ursprungsgesellschaft filmpool wurde 1974 von Gisela Marx gegründet.
  - MME Moviement AG: 2004 gegründet unter Leitung des früheren Sat.1-Programmchefs Martin Hoffmann, seit November 2000 an der Frankfurter Wertpapierbörse notiert, seit Januar 2003 im geregelten Markt und heute (August 2009) im CDAX gelistet. Mitte 2007 wurde MME Moviement von All3Media übernommen, Markus Schäfer[8] hat 2015 die Gesamtverantwortung für beide Gesellschaften übernommen. MME Moviement war mit einem Umsatz im Geschäftsjahr 2007/2008 von 87 Mio. Euro eines der größten unabhängigen TV-Produktionsunternehmen in Deutschland. Die MME-Gruppe ist in den Programmbereichen Fiction, Non-Fiction, Dokumentation und Show/Musik unter fünf verschiedenen Labels aktiv:
    - AllMedia Pictures, München: 2003 als Nachfolgerin der AllMedia Film- und Fernseh GmbH entstanden. Schwerpunkt sind anspruchsvolle, potentiell serientaugliche Produktionen (hierzu zählen Folgen für die Anwaltsserie Typisch Sophie und Polizeiruf 110). Produzentin ist Heike Richter-Karst, Geschäftsführer Martin Hoffmann. 2009 Verwicklung in die Drehbuch-Affäre.
    - MME Me, Myself & Eye Entertainment, Berlin: 1991 von Jörg Hoppe, Christoph Post und Marcus O. Rosenmüller gegründet, 2004 von MME übernommen.
    - time 2 talk entertainment, Potsdam-Babelsberg: gegründet 2000 durch die Moderatorin Vera Int-Veen und den Produzenten Ulrich Hansbuer, Anfang 2007 von MME übernommen. Int-Veen und Hansbuer sind, zusammen mit Markus Schäfer, weiterhin Geschäftsführer.
    - white balance, Hamburg: 2001 gegründet von Jörg Pilawa, der nach der Übernahme durch MME 2005 weiterhin Geschäftsführer ist.
    - idtV Deutschland, Köln: Niederlassung der niederländischen idtV, im Oktober 2007 von MME übernommen. Marx ist weiterhin eine der Geschäftsführer.
    - Lunet Entertainment, München: Beteiligung durch MME seit 2006. Spezialisiert auf Comedys und Dramedys (unter anderem: Alles außer Sex)

Die unter der MME Moviement AG versammelten deutschen Labels produzieren unter anderem Klinik am Südring, Familien im Brennpunkt, Verdachtsfälle, Das Quiz mit Jörg Pilawa (zusammen mit Grundy Light Entertainment), The Dome (größte regelmäßige Pop-Musik-Show im deutschen Fernsehen), die Einrichtungsshow-Reihe Einsatz in 4 Wänden, Polizeiruf 110, Niedrig und Kuhnt – Kommissare ermitteln, Bauer sucht Frau, Helfer mit Herz (mit Vera Int-Veen), Richterin Barbara Salesch, Zwei bei Kallwass, Hausfrauenstreik, Teile der RTL-Pseudodokusoap Mitten im Leben, Tracks, Unsere Besten und die Kochsendung Schmeckt nicht, gibt’s nicht mit Tim Mälzer. Frühere Produktionen waren Das Jugendgericht, Big in America – US5, Bravo TV und Sarah & Marc in Love. Im Bereich Neue Medien produzierte MME die Webisoden They call us Candy Girls auf MySpace und Deer Lucy auf bild.de.
Zu den international erfolgreichsten produzierten Fernsehformaten von All3Media gehören die Quizsendung Cash Cab (in Deutschland: Quiz Taxi), die in über 30 Ländern mit insgesamt über 2500 Episoden exportiert wurde, sowie die in über 200 Ländern ausgestrahlte Krimireihe Midsomer Murders (in Deutschland: Inspector Barnaby) und die seit 2006 in mehreren Staffeln ausgestrahlte Serie Wild at Heart (in den USA und Südafrika, weniger erfolgreich, unter dem Titel: Life Is Wild).
Über die All3Media International werden darüber hinaus Programme von mehr als 60 unabhängigen britischen und internationalen Produktionsgesellschaften weltweit vermarktet.